# Бромид самария(II)
Бромид самария(II) — неорганическое соединение,
соль самария и бромистоводородной кислоты 
с формулой SmBr2,
коричневые кристаллы,
разлагается в воде.

## Получение
- Восстановление водородом до трибромида самария

{\displaystyle {\mathsf {2SmBr_{3}+3H_{2}\ {\xrightarrow {740^{o}C}}\ 2SmBr_{2}+2HBr}}}

## Физические свойства
Бромид самария(II) образует коричневые кристаллы.
Разлагается в воде (гидролиз).